# 皮夏內 (佐洛托諾沙區)
49°44′47″N 31°50′40″E / 49.74639°N 31.84444°E

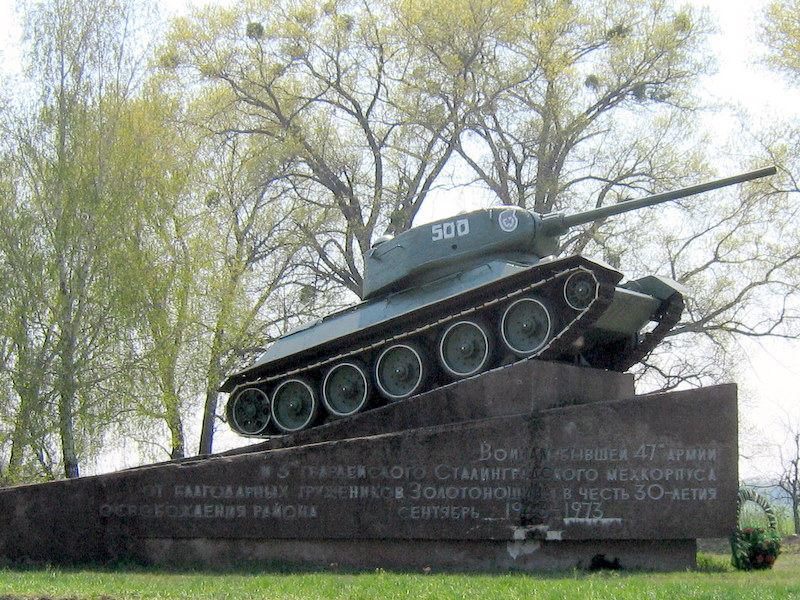
坦克雕像

皮夏內（烏克蘭語：Піщане）是位於烏克蘭中部的村莊，由切爾卡瑟州佐洛托諾沙區的皮夏內市鎮負責管轄。該村處於蘇皮河畔，海拔高度93米，2001年該村落人口3,827。